# Isla Chinería
La isla Chinería, también conocida como la isla Rondiña, es una isla fluvial del río Amazonas perteneciente al Perú. Está ubicada al al sur de la colombiana isla Ronda y al noroeste de la isla Santa Rosa, la cual Perú reconoce como el extremo sur de la isla Chinería, y por ende como territorio propio, estando allí el asentamiento de Santa Rosa del Yavarí. Por su parte Colombia ha solicitado la activación  de un comité binacional para dirimir diferencias.
Desde el punto de vista administrativo, desde 2025 forma parte de la provincia de Mariscal Ramón Castilla, en el departamento de Loreto (habiendo sido anteriormente parte del distrito de Yavari).
La isla Chinería es el doble de grande ante la isla Santa Rosa, aunque esta última le dobla en población y movimiento comercial.

## Geografía
La isla está ubicada en el río Amazonas, que forma parte de la frontera entre Colombia y Perú, cerca de Tres Fronteras, la triple frontera entre Perú, Colombia y Brasil.

## Historia
Durante la década de 1970, la isla sufrió un proceso de fragmentación fluvial que dio origen a su vecina del sur, conocida como la isla Santa Rosa, el cual con el tiempo fue revertido.
Esta isla ha sido disputada por el gobierno de Colombia desde 2024, cuyo presidente Gustavo Petro ha acusado a Perú de usurpar la isla. Desde entonces, el gobierno de Perú ha rechazado la acusación colombiana, alegando que la isla existió en algún momento, aunque ya no es así.